# Zincsilite
La zincsilite (simbolo IMA: Zs) è un minerale molto raro del gruppo della smectite appartenente alla classe minerale dei "silicati e germanati" con probabile composizione chimica Zn3Si4O10(OH)2 • 4(H2O).
Strutturalmente la zincsilite appartiene ai fillosilicati, anche se è classificato tra i minerali questionable, cioè ancora in fase di discussione.

## Etimologia e storia
La zincsilite deve il nome ai suoi principali costituenti chimici, lo zinco e il silicio.

## Classificazione
Nella nona edizione della sistematica dei minerali secondo Strunz elenca la zincsilite nella classe "9. Silicati (germanati)" e da lì nella sottoclasse "9.E Fillosilicati"; questa è ulteriormente suddivisa in base alla struttura del minerale, in modo che la zincsilite possa essere trovata nella sezione "9.EC Fillosilicati con fogli di mica, composti di reti di tetraedri e ottaedri", dove insieme a swinefordite, saponite, sauconite, ferrosaponite, spadaite, stevensite e hectorite forma il sistema nº 9.EC.45.
Tale classificazione viene mantenuta anche nell'edizione successiva, proseguita dal database "mindat.org" e chiamata Classificazione Strunz-mindat nella quale, oltre a quelli già citati, si aggiunge il minerale hanjiangite.
Nella Sistematica dei lapis (Lapis-Systematik) di Stefan Weiß la zincsilite è elencata nella classe dei "silicati" e nella sottoclasse dei "silicati stratificati"; qui si trova nella sezione dei "minerali argillosi, regolarmente stratificati; silicati stratificati simili alla mica con gruppi [Si4O10]4- e strutture correlate; gruppo della montmorillonite", dove forma il sistema nº VIII/H.20 insieme a ferrosaponite, saponite, spadaite, stevensite, sauconite e hectorite.
Anche nella classificazione dei minerali secondo Dana, usata principalmente nel mondo anglosassone, la zincsilite si trova nella classe dei "fillosilicati" e nella sottoclasse dei "fillosilicati con strati di anelli a sei elementi con argille 2:1", dove forma il sistema nº 71.03.01b insieme a sobotkite, saponite, sauconite, pimelite, stevensite, yakhontovite e hectorite.

## Abito cristallino
La zincsilite cristallizza nel sistema monoclino con gruppo spaziale sconosciuto. Ignoti anche i parametri reticolari e le unità di formula per cella unitaria.

## Origine e giacitura
La zincsilite è stata trovata nella zona di ossidazione di un deposito di skarn di galena-sfalerite-calcopirite o come pseudomorfo su diopside. Si trova in paragenesi con opale, fluorite, crisocolla e diversi ossidi di manganese.
La zincsilite è un minerale estremamente raro ed è stata rinvenuta solo nella sua località tipo, il deposito "Batystau" (distretto di Aktogay, Kazakistan); altri ritrovamenti si sono avuti nella miniera "Horado" (presso Seki, nella prefettura giapponese di Gifu), nel distretto di Paddy's River (nel territorio della Capitale Australiana, in Australia) e nel dipartimento di Loncopué (in Patagonia, Argentina).